# 博登 (印地安納州)
博登（英語：Borden）是一個位於美國印地安納州克拉克縣的城鎮。

## 地理
博登的座標為38°28′14″N 85°56′49″W / 38.47056°N 85.94694°W，而該地的平均海拔高度為171米（即561英尺）。

## 人口
根據2010年美國人口普查的數據，博登的面積為3.61平方千米，當中陸地面積為3.61平方千米，而水域面積為0.00平方千米。當地共有人口808人，而人口密度為每平方千米224人。